# Ferenc Csik
Ferenc Csik, född 12 december 1913 i Kaposvár, död 29 mars 1945 i Sopron, var en ungersk simmare.
Csik blev olympisk mästare på 100 meter frisim vid sommarspelen 1936 i Berlin. Csik blev läkare och dog under andra världskriget i en luftattack medan han hjälpte en sårad man.